# Wskaźnik loan to value
Wskaźnik loan to value (LtV) – relacja wartości pozostającego do spłaty kredytu do wartości
nieruchomości, na której ustanowiono hipotekę będącą zabezpieczeniem kredytu.
Służy także do oceny wiarygodności banków i stabilności sektora finansowego przez agencje ratingowe, instytucje nadzoru finansowego (np. Komisję Nadzoru Finansowego) itp.
Współczynnik LTV w okresie kredytowania zwykle zmienia się. O ile odsetki i kredyt są spłacane wielkość kredytu zmniejsza się. Wartość zastawu może zarówno rosnąć, jak i spadać. W przypadku kredytów walutowych dochodzi jeszcze ryzyko kursowe. Przy obniżce wartości zabezpieczenia (np. załamanie rynku nieruchomości) i/lub spadku wartości waluty krajowej w stosunku do waluty kredytowania może dojść do sytuacji, gdy wartość zabezpieczenia będzie niższa od kwoty kredytu – współczynnik większy niż 100%.
Przykłady:
- Klient ubiega się o pożyczkę w wysokości 500 000 złotych, a jako zabezpieczenie spłaty oferuje nieruchomość wartą 1 000 000 złotych. LTV wynosi 50%.
- Klient za kredyt nominowany w walucie obcej nabył stanowiącą zabezpieczenie tego kredytu nieruchomość o wartości 1 000 000 złotych. Współczynnik LTV w momencie udzielenia kredytu i zakupu nieruchomości wynosił 100%. Po jakimś czasie – wskutek zmian koniunktury na rynku nieruchomości – wartość nieruchomości wyceniono na 800 000 złotych. Mimo spłat rat odsetkowych i kredytowych – wskutek spadku wartości złotówki do wartości waluty kredytowania – wyrażona w złotówkach wartość pozostałej do spłaty kwoty kredytu wynosi 1 100 000 złotych. LTV wynosi 137,5%.